# Songo II
Pour les articles homonymes, voir Songo.
Ne doit pas être confondu avec Songo I.
Songo II est une commune rurale située dans le département de Pô de la province du Nahouri dans la région du Centre-Sud au Burkina Faso.

## Géographie
Songo II est situé à 12 km au Sud-Est de Pô.

## Santé et éducation
Songo II accueille un centre de santé et de promotion sociale (CSPS) tandis que le centre médical (CMA) le plus proche se trouve à Pô.